# Euplexia brillians
Euplexia brillians là một loài bướm đêm trong họ Noctuidae.